# Liste historischer Karten von Berlin
Diese Liste enthält historische Karten von Berlin. Sie ist bis etwa 1830 weitgehend vollständig.

## 1652–1699
| Jahr | Titel | Autor                   | Größe, Maßstab        | Bild | Bemerkungen |
| ---- | --- | ----------------------- | --------------------- | ---- | --- |
| 1652 | Grundriss der beyden Churf. Residentz Stätte Berlin und Cölln an der Spree | Johann Gregor Memhardt  | 36,0 × 26,3; 1:5.200  |      | erster bekannter Stadtplan von Berlin, mit Gebäuden in Teilansicht |
| 1656 | [Plan von Berlin] | Wolf Caspar Klengel     | 50,0 × 64,0; 1:3.300  |      | Kopiert nach einem im Hauptarchiv zu Dresden befindlichen Plane der Befestigung Berlin und Köln i.J. 1650, durch Wegener, Berlin, im Dezember 1898, Städtische Plankammer A. Haase, Stecher |
| 1660 | Plan von Berlin und Koeln | Lindholz                | 47,0 × 35,0; 1:4.200  |      | |
| 1685 | [Plan von Berlin mit Umgebung] | La Vigne                | 47,0 × 35,0; 1:5.300  |      | |
| 1688 | Residentia Electoralis Brandenburgica | Johann Bernhard Schultz | 141,3 × 47,5: 1:2500  |      | |
| 1698 | Eigentlicher Grundriss Der Churfürstl. Brandenburgl. Residenz-Städte Berlin, Cöll, Fridrichs-Werder Dorotheen- und Fridrich-Stadt mit deren Vorstädten und umliegender Gegend | unbekannt               | 136,8 × 78,5; 1:9.100 |      | |
| 1699 | Die Churfürstle Brandenburgle Residentz Stätt Berlin, Cöln, und Friedrichs Werder                                                                                             | Jean Baptiste Broebes   | 90,7 × 32,3; 1:6.000  |      | |

## 1700–1799
| Jahr      | Titel | Autor                                                     | Größe, Maßstab           | Karte | Bemerkungen |
| --------- | --- | --------------------------------------------------------- | ------------------------ | ----- | --- |
| 1700      | Ornavit et avxit pomoeris aedificis | Raimund Faltz                                             | Ø 6,3 cm; 1:36.000       |       | auf einer Medaille |
| 1708      | Königl: Preußl. Residentz Stadt Berlin | Christian Ludwig Kaulitz                                  | 31,6 × 18,4; 1:4500      |       | mit „Berlin, Cöln an der Spree, Fridrichs Werder“, wurde anlässlich der Hochzeit von König Friedrich I. mit Sophie Luise von Mecklenburg angefertigt |
| 1723      | Die Königl. Residenz Berlin, wie selbige sich um das Jahr 1723 präsentiert; nach dem von G. Dusableau gezeichneten Plan verfertigt                                      | Abraham Guibert Dusableau                                 | 30,0 × 20,0; 1:20.800    |       | danach ergänzte Fassung 1737 |
| 1733      | | unbekannt                                                 | 49,8 × 35,2; 1:75.000    |       | Zeichnung für König Friedrich Wilhelm I. |
| 1737      | Plan von der Königl: Residentz Stadt Berlin | Abraham Guibert Dusableau                                 | 75,7 × 45,2; 1:8.800     |       | ergänzte Neuauflage von 1723, ohne viele Veränderungen                                                                                               |
| 1737/1738 | Die Königl. Preus: u. Churf. Brandenb. Residenz - Stadt Berlin | Johann Friedrich Walther                                  | 54,6 × 32,0; 1:11.500    |       | nach der Vorlage von Dusableau von 1723/37, mit einigen Aktualisierungen                                                                             |
| 1740      | Die Königl. Preussl: Residentz BERLIN nach ihrem accuraten Grundriss u. zweien Prospecten, auch Abbildung der sämtl. Kirchen und vornehmsten Königl: Gebäuden derselben | Johann David Schleuen                                     | 56,2 × 40,5; 1:15.000    |       | |
| 1748      | Plan de la Ville de Berlin | M. Le Feld Maréchal Comte de Schmettau                    | 67 × 49; 1:8.800         |       | Schmettau-Plan |
| 1757      | Die Königl. Residenz BERLIN | Johann David Schleuen                                     | 64,5 × 57,5; 1:8.666     |       | ergänzte Fassung zu 1740 |
| 1768      | Gegend der Staedte Berlin und Potsdam | Johann Christoph Rhode                                    | 19,8 × 11,4; 1:200.000   |       | |
| 1772      | Neuer geometrischer Plan der gesammten Königlich-Preussischen und Churfürstlich-Brandenburgischen Haupt und Residenzstadt Berlin                                        | Tobias Conrad Lotter, (Kopie nach Johann Christoph Rhode) | 59,2 × 43,0; 1:10.000    |       | Kopie nach Rhodes Plan von 1768 |
| 1772      | BERLIN avec ses Environs | Friedrich Gottlieb Berger                                 | 12,8 × 16,1; 1:140.000   |       | Berlin mit seinen Einwohnern |
| 1778      | Grundriß der Königl. Residenzstädte BERLIN | Carl Ludwig von Oesfeld                                   | 38,0 × 26,8; 1:16.700    |       | |
| 1778      | Gegend bey Berlin und Potsdam | Carl Ludwig von Oesfeld                                   | 39,5 × 31,7; 1:220.000   |       | |
| 1786      | Grundriss der Königl. Residenzstädte BERLIN | Daniel Friedrich Sotzmann                                 | 43,9 × 32,7; 1:16.000    |       | |
| 1789      | Grundriss der königl. Residenzstädte: BERLIN | Carl Ludwig von Oesfeld                                   | 24,7 × 17,0; 1:22.000    |       | Kolorierte Fassung nach Plan von 1778 |
| 1798      | Grundriss der Königl. Residenzstädte BERLIN | Daniel Friedrich Sotzmann                                 | 30,5 × 19,5 cm; 1:19.500 |       | Kolorierter Kupferstich nach Plan von 1786 |

## 1800–1899
| Jahr | Titel                                                 | Autor                   | Größe, Maßstab        | Karte | Bemerkungen                                                                                               |
| ---- | ----------------------------------------------------- | ----------------------- | --------------------- | ----- | --- |
| 1802 | Schneider Plan von Berlin                             |                         |                       |       | |
| 1809 | Grundriss von Berlin und seinen naechsten Umgebungen. | Johann Christian Selter | 54,2 × 43,8; 1:13.300 |       | Kolorierter Kupferstich                                                                                   |
| 1811 | Grundriss von Berlin                                  | Jean Chrétien Selter    | 93,5 × 69,5, 1:5.800  |       | nach Plan von 1804, kolorierter Kupferstich                                                               |
| 1835 | Grundriss von Berlin mit nächster Umgegend            |                         |                       | Link  | |
| 1837 | Plan von Berlin                                       | Rudolph Gross           | 15,0 × 10,8; 1:38.000 |       | in „Städte-Atlas in Plänen der interessant. Hauptstädte der Erde“, einer der ersten gedruckten Stadtpläne |
| 1840 | Urmesstischblatt 3446 (Berlin Nord)                   |                         | 44,5 × 43,8; 1:25.000 |       | erste präzise wissenschaftliche Karte; auch weitere Blätter                                               |
| 1846 | Grundriss von Berlin                                  | Jean Chrétien Selter    | 93,5 × 70,0; 1:5.800  |       | Kolorierter Kupferstich, nach Plänen von 1809 und 1811                                                    |
| 1850 | 1850 Plan von Berlin                                  |                         |                       | Link  | |
| 1877 | Stadtplan von Berlin und Umgebung                     |                         | 59,2 × 43,0; 1:14283  |       | in „Baedeker: Mittel- und Nord-Deutschland 1878“                                                          |